# 하야미 유
하야미 유(일본어: 早見優, 1966년 9월 2일 ~)는 일본의 여성 가수이자 배우이다. 본명은 후쿠다 카즈미(일본어: 福田一美), 결혼전 성은 다테노(舘野)이다.
3살 때, 부모의 이혼으로 외가가 있던 괌으로 이주, 다시 7살 때에는 하와이로 가서 7년간 거주했다. 1980년 하와이의 미쓰코시 백화점에서 선뮤직 관계자에게 스카우트되어 홀로 귀국하였다. 데뷔를 준비하면서 아메리칸 스쿨에 다니다가 1982년 4월 21일, 〈서둘러, 첫사랑!〉(急いで！初恋)으로 연예계에 데뷔한다. 이 때 같이 데뷔한 동기로 호리 치에미, 미타 히로코, 나카모리 아키나, 코이즈미 쿄코, 이시카와 히데미, 마츠모토 이요, 시부가키타이 등으로 이들을 일컬어 “꽃의 82년조”(花の82年組)라고 부른다.
이듬해인 1983년에 다섯 번째 싱글인 〈여름빛의 낸시〉(夏色のナンシー)를 발표하고 곡이 코카콜라의 CM송으로 쓰이면서 인기를 얻었고 같은 곡으로 동년의 NHK 홍백가합전에 처음 출장하였다. 이후 〈유혹광선, 쿠랏!〉(誘惑光線・クラッ!), 〈PASSION〉, 〈하트는 돌아오지 않아〉(ハートは戻らない) 등으로 음악 활동을 이어가다가 1995년 31번째 싱글인 〈CHANCE〉를 마지막으로 중단하고 있다.
하지만 자신의 특기인 영어를 살려 유아대상 영어교육 프로그램과 영어 교육서적 등을 내며 활동을 이어나갔고 여러 드라마에도 참여하여 배우로도 활약했다. 2005년 12월, 아이돌 동기인 마츠모토 이요, 호리 치에미와 함께 유닛 큐티★마미를 결성하여 오랜만에 음악 활동을 하였고 2008년에는 토미카히어로 레스큐포스에서 사령관 역을 맡기도 했다.
그녀의 이름을 딴 소행성도 있는데 바로 6880 하야미유이다.